# Низькомолекулярний гепарин
Низькомолекулярний гепарин (НМГ) — це клас антикоагулянтних лікарських засобів. Вони використовуються для профілактики утворення тромбів, лікування венозної тромбоемболії (тромбоз глибоких вен та емболія легеневої артерії) та лікування інфаркту міокарда.
Гепарин — це природний полісахарид, який гальмує згортання крові, що спричиняє тромбоз. Природний гепарин складається з молекулярних ланцюгів різної довжини або молекулярної маси. Ланцюги з різною молекулярною масою, від 5000 до понад 40 000 дальтон (Да), утворюють полідисперсний гепарин фармацевтичного класу. НМГ, навпаки, складаються лише з коротких ланцюгів полісахаридів. НМГ визначаються як солі гепарину із середньою молекулярною масою менше 8000 Да, і для яких щонайменше 60 % усіх ланцюгів мають молекулярну масу менше 8000 Да. Отримати НМГ дозволяють різні методи фракціонування або деполімеризації полімерного гепарину.
Гепарин, отриманий з природних джерел, головним чином свинячого кишківника або легень великої рогатої худоби, може застосовуватися для запобігання тромбозу. Однак, ефекти натурального або нефракціонованого гепарину є більш непередбачуваними, ніж низькомолекулярного гепарину.

## Медичне використання
Оскільки НМГ можна вводити підшкірно та моніторинг АЧТЧ не потрібен, стає можливим амбулаторне лікування таких станів, як тромбоз глибоких вен або легенева емболія, які раніше вимагали госпіталізації.
Оскільки НМГ має більш передбачувану фармакокінетику та антикоагулянтну дію, він рекомендується замість нефракціонованого гепарину для пацієнтів з масивною легеневою емболією та для початкового лікування тромбозу глибоких вен. Порівняно з плацебо або з відсутністю втручання, профілактичне лікування госпіталізованих пацієнтів з використанням НМГ та подібних антикоагулянтів знижує ризик венозної тромбоемболії, зокрема легеневої емболії.
Зовсім недавно ці засоби були досліджені як антикоагулянти при гострому коронарному синдромі (ГКС) та при перкутанному втручанні (ЧКВ).
Застосування НМГ потребує ретельного контролю у пацієнтів з надмірною вагою або у пацієнтів з порушенням функції нирок. Визначення активності антифактора Ха може бути корисним для моніторингу ефективності. Враховуючи його нирковий кліренс, НМГ може бути недоцільним для пацієнтів з термінальною стадією ниркової недостатності. НМГ також може бути використаний для підтримки прохідності канюль та шунтів у пацієнтів на діалізі.
Пацієнти з онкологічними захворюваннями мають підвищений ризик венозної тромбоемболії, і НМГ використовуються для зниження цього ризику. Дослідження CLOT, опубліковане в 2003 році, показало, що дальтепарин був ефективнішим у пацієнтів зі злоякісними новоутвореннями та гострою венозною тромбоемболією, ніж варфарин, у зниженні ризику рецидивів емболічних подій. Використання НМГ у онкологічних пацієнтів протягом щонайменше перших 3-6 місяців тривалого лікування рекомендується в численних рекомендаціях і зараз вважається стандартом лікування.

## Протипоказання
Слід уникати застосування НМГ пацієнтам з відомою алергією на НМГ, гепарин, сульфіти або бензиловий спирт, пацієнтам з активною великою кровотечею або пацієнтам з низьким рівнем тромбоцитів у крові, викликаним гепарином, в анамнезі (також відомим як гепарин-індукована тромбоцитопенія або ГІТ). Високі дози НМГ протипоказані при гострій кровотечі, такій як церебральна або шлунково-кишкова. Екскреція НМГ більше залежить від функції нирок, ніж нефракціонованого гепарину, тому їхній біологічний період напіввиведення може бути подовженим у пацієнтів з нирковою недостатністю. Тому їх застосування пацієнтам з кліренсом креатиніну (CrCl) <30 мл/хв, можливо, доведеться уникати. Окрім використання нефракціонованого гепарину, можливо зменшення дози та/або контролювання анти-Ха активності для визначення тактики лікування.
Найпоширенішими несприятливими ефектами є кровотеча, яка може бути сильною або навіть смертельною, алергічні реакції, реакції в місці ін'єкції та підвищення рівня печінкових ферментів, зазвичай без симптомів. Прийом гепарину та НМГ іноді може ускладнюватися зниженням кількості тромбоцитів, ускладненням, відомим як гепарин-індукована тромбоцитопенія. Описано дві її форми: клінічно доброякісна, неімунна та оборотна форма (тип I) та рідкісна, більш серйозна імуноопосередкована форма або тип ІІ. ГІТ II типу спричинена утворенням аутоантитіл, які розпізнають комплекси між гепарином та тромбоцитарним фактором 4 (PF4), і тому пов'язана зі значним ризиком тромботичних ускладнень. Частоту ГІТ важко оцінити, але вона може сягати до 5 % пацієнтів, які отримують нефракціонований гепарин, або близько 1 % пацієнтів, які отримують НМГ.

### Антидот
У клінічних ситуаціях, коли необхідно нейтралізувати антитромботичний ефект НМГ, для нейтралізації дії гепарину шляхом зв'язування з ним використовується протамін. Дослідження на тваринах та in vitro показали, що протамін нейтралізує антитромбінову активність НМГ, нормалізуючи АЧТЧ та тромбіновий час. Однак, протамін, здається, лише частково нейтралізує активність НМГ проти фактора Ха. Оскільки молекулярна маса гепарину впливає на його взаємодію з протаміном, відсутність повної нейтралізації антифактора Ха, ймовірно, пов'язана зі зниженим зв'язуванням протаміну з фрагментами НМГ в препараті. Протамін — це препарат, який потребує високої обережності при застосуванні.

### Запобіжні заходи
З досліджень НМГ зазвичай виключали осіб з непередбачуваною фармакокінетикою. В результаті, пацієнти з групами ризику, такими як тяжке ожиріння або пацієнти з прогресуючою стадією ниркової недостатності, демонструють знижений ефект через збільшення періоду напіввиведення НМГ. НМГ слід застосовувати з особливою обережністю пацієнтам, яким проводять будь-які процедури, що включають спінальну анестезію / пункцію, у станах з підвищеним ризиком кровотечі або пацієнтам з тромбоцитопенією, індукованою гепарином, в анамнезі.

## Фармакологія

### Механізм дії
Каскад згортання крові — це нормальний фізіологічний процес, що запобігає значній крововтраті або кровотечі після пошкодження судин. Бувають випадки, коли утворення тромбу не потрібне. Наприклад, деякі стани високого ризику, такі як тривала іммобілізація, хірургічне втручання або рак, можуть збільшити ризик утворення тромбу, що потенційно може призвести до катастрофічних наслідків.
Каскад згортання крові складається з серії етапів, у яких одна протеаза розщеплює та активує наступну протеазу в певній послідовності. Оскільки кожна протеаза може активувати кілька молекул наступної протеази в послідовності, цей біологічний каскад посилюється. Результатом цих реакцій є перетворення фібриногену, розчинного білка, на нерозчинні нитки фібрину. Разом з тромбоцитами нитки фібрину утворюють стабільний кров'яний згусток.
Антитромбін (АТ), інгібітор серинової протеази, є основним плазмовим гальмівним фактором коагуляційних протеаз. НМГ пригнічують процес коагуляції, зв'язуючись з АТ через пентасахаридну послідовність. Це зв'язування призводить до конформаційної зміни AT, збільшуючи швидкість, з якою він деактивує фактор Xa. Після дисоціації НМГ може вільно зв'язуватися з іншою молекулою АТ та згодом пригнічувати більше активованого фактору X. На відміну від АТ, активованого гепарином, АТ, активований НМГ, не може пригнічувати тромбін (фактор IIa), а може пригнічувати лише фактор згортання крові Xa.
Вплив НМГ неможливо прийнятно виміряти за допомогою тестів на частковий тромбопластиновий час (ЧТЧ) або активований час згортання крові (АЧЗ). Натомість, терапія НМГ контролюється за допомогою аналізу антифактора Ха, який вимірює активність антифактора Ха, а не час згортання крові.
Методологія аналізу антитіл до фактора Ха полягає в тому, що плазму пацієнта додають до відомої кількості надлишку рекомбінантного фактора X та надлишку антитромбіну. Якщо гепарин або НМГ присутній у плазмі пацієнта, він зв'язується з антитромбіном та утворює комплекс з фактором X, перешкоджаючи його перетворенню на фактор Xa. Кількість залишкового фактора Ха обернено пропорційна кількості гепарину / НМГ у плазмі. Кількість залишкового фактора Ха визначається шляхом додавання хромогенного субстрату, який імітує природний субстрат фактора Ха, що змушує залишковий фактор Ха розщеплювати його, вивільняючи забарвлену сполуку, яку може виявити спектрофотометр. Дефіцит антитромбіну у пацієнта не впливає на результат аналізу, оскільки в реакції присутня надлишкова кількість антитромбіну. Результати наводяться в міжнародних одиницях (МО)/мл антифактора Ха, таким чином, що високі значення вказують на високий рівень антикоагуляції, а низькі значення — на низький рівень антикоагуляції у зразку плазми.
Цільове терапевтичне вікно НМГ становить приблизно 0,6–1,2 МО/мл. НМГ має активність 70 одиниць/мг антифакторної Ха активності та співвідношення антифакторної Ха активності до антитромбінової активності >1,5. (див. Таблицю 1)
| НМГ         | Середня молекулярна маса | Співвідношення анти-Xa/анти-IIa активності |
| ----------- | ------------------------ | ------------------------------------------ |
| Беміпарин   | 3600                     | 9.7                                        |
| Надропарин  | 4300                     | 3.3                                        |
| Ревіпарин   | 4400                     | 4.2                                        |
| Еноксапарин | 4500                     | 3.9                                        |
| Парнапарин  | 5000                     | 2.3                                        |
| Цертопарин  | 5400                     | 2.4                                        |
| Дальтепарин | 6000                     | 2.5                                        |
| Тінзапарин  | 6500                     | 1.6                                        |

Таблиця 1. Дані щодо молекулярної маси та антикоагулянтної активності доступних на даний момент НМГ. Адаптовано з Gray E. та ін., 2008.

## Виробничий процес

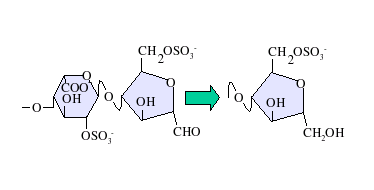
Рисунок 1: Ангідроманнозу в IdoA(2S)-ангідроманозі можна відновити до ангідроманітолу.

У виробництві НМГ використовуються різні методи деполімеризації гепарину. Вони перелічені нижче:
- Окислювальна деполімеризація перекисом водню. Використовується у виробництві ардепарину (Норміфло)
- Дезамінативне розщеплення ізоамілнітритом. Використовується у виробництві цертопарину (Сандопарину)
- Лужне бета-елімінативне розщеплення бензилового естеру гепарину. Використовується у виробництві еноксапарину (Ловенокс та Клексан)
- Окислювальна деполімеризація з Cu2+ та перекисом водню. Використовується у виробництві парнапарину (Флюксуму)
- Бета-елімінативне розщеплення ферментом гепариназою. Використовується у виробництві тинзапарину (Іннохеп та Логіпарин)
- Дезамінативне розщеплення нітритною кислотою. Використовується у виробництві дальтепарину (Фрагмін), ревіпарину (Кліварін) та надропарину (Фраксипарин)

Дезамінаційне розщеплення азотистою кислотою утворює неприродний залишок ангідроманози на відновлювальному кінці утворених олігосахаридів. Згодом це можна перетворити на ангідроманітол за допомогою відповідного відновника, як показано на рисунку 1.

Рисунок 2: UA(2S)-GlcNS(6S)

Аналогічно, хімічне та ферментативне бета-елімінування призводить до утворення неприродного ненасиченого залишку уроната (UA) на невідновлювальному кінці, як показано на рисунку 2.
Крім того, низькомолекулярні гепарини також можуть бути хемоферментативно синтезовані з простих дисахаридів.

### Відмінності між низькомолекулярними гепаринами
НМГ, виготовлені подібними процесами, різняться. Наприклад, порівняння дальтепарину та надропарину свідчить про те, що вони більш схожі, ніж продукти, вироблені різними способами. Однак порівняння еноксапарину та тинзапарину показує, що вони дуже відрізняються один від одного за хімічними, фізичними та біологічними властивостями.
Як і слід було очікувати, продукти, виготовлені за допомогою абсолютно різних процесів, відрізняються за фізичними, хімічними та біологічними властивостями. Отже, незначна зміна в процесі деполімеризації може призвести до суттєвої зміни структури або складу даного НМГ.
Отже, для кожного НМГ необхідна суворо визначена процедура деполімеризації, щоб гарантувати однаковість кінцевого продукту НМГ та передбачуваність клінічних результатів. НМГ, як продукти біологічного походження, залежать від суворих виробничих процедур, що гарантують відсутність біологічного чи хімічного забруднення. Тому вкрай важливо впроваджувати суворі виробничі практики шляхом дотримання ретельних заходів контролю якості, щоб забезпечити найвищу якість вироблених НМГ та гарантувати безпеку пацієнтів. Щоб ці кроки забезпечення якості були ефективними, їх необхідно впроваджувати від збору сировини (неочищеного гепарину) до кінцевого продукту НМГ.
Через ці виявлені та потенційні відмінності, кілька організацій, включаючи Управління з продовольства і медикаментів США, Європейське агентство з лікарських засобів та Всесвітню організацію охорони здоров'я, розглядають НМГ як окремі продукти, які не слід вважати клінічно еквівалентними, оскільки вони відрізняються за багатьма важливими аспектами, такими як молекулярні, структурні, фізико-хімічні та біологічні властивості. Згідно з міжнародними рекомендаціями, вибір окремого НМГ повинен ґрунтуватися на його доведеній клінічній безпеці та ефективності для кожного показання. Тому перехід з одного НМГ на інший НМГ під час лікування не рекомендується в клінічній практиці.

### Відмінності від нефракціонованого гепарину
Відмінності від гепарину (тобто «нефракціонованого гепарину») включають:
- Середня молекулярна маса: гепарин становить близько 15 кДа, а НМГ — приблизно 4,5 кДа.
- Менша, ніж гепарин, частота введення для післяопераційної профілактики венозної тромбоемболії.
- Підшкірна ін'єкція один або два рази на день для лікування венозної тромбоемболії та нестабільної стенокардії замість внутрішньовенної інфузії високої дози гепарину.
- Немає потреби контролювати параметр коагуляції АЧТЧ, як це потрібно для високих доз гепарину.[22]
- Можливо, менший ризик кровотечі.
- Менший ризик остеопорозу при тривалому застосуванні.
- Менший ризик тромбоцитопенії, індукованої гепарином, що є потенційним побічним ефектом гепарину.
- Антикоагулянтний ефект гепатину зазвичай оборотний при застосуванні протаміну сульфату, тоді як вплив протаміну на НМГ обмежений.
- НМГ має менший вплив на тромбін, ніж гепарин, але приблизно такий самий вплив на фактор Ха.
- Через нирковий кліренс, НМГ протипоказаний пацієнтам із захворюваннями нирок, коли можна безпечно використовувати нефракціонований гепарин.

### Дженерики та біосиміляри
Після закінчення терміну дії комерційного патенту на НМГ на ринок може бути допущений дженеричний або біосимілярний НМГ. Управління з продовольства і медикаментів схвалило перший «дженеричний» НМГ у липні 2010 року. FDA використало п'ять аналітичних та фармакологічних критеріїв для встановлення автентичності дженеричного НМГ без необхідності проведення клінічних досліджень на пацієнтах.
З регуляторної точки зору, FDA розглядає НМГ (а також інсулін, глюкагон та соматропін) як «дженеричні» препарати, навіть якщо вони можуть бути отримані з біологічного матеріалу. Європейське агентство з лікарських засобів розглядає НМГ як біологічні препарати, тому регуляторний підхід до їх схвалення — як біосимілярів — відрізняється від підходу FDA.